# NDR 1 Niedersachsen
NDR 1 Niedersachsen – niemiecka stacja radiowa należąca do Norddeutscher Rundfunk, publicznego nadawcy radiowo-telewizyjnego dla północnych Niemiec. Pełni rolę rozgłośni regionalnej dla kraju związkowego Dolna Saksonia i jest produkowana przez oddział NDR w Hanowerze. Oprócz treści typowo lokalnych i regionalnych, stacja emituje liczne pasma muzyczne, w których dominują starsze przeboje.
Stacja dostępna jest w Dolnej Saksonii, a ze względów technicznych także w Bremie, w cyfrowym i analogowym przekazie naziemnym. Ponadto można ją znaleźć w wielu sieciach kablowych, w Internecie oraz w niekodowanym przekazie z satelity Astra 1M.